# Operace Chamec
Operace Chamec (hebrejsky: מבצע חמץ, Mivca Chamec doslova Operace Kvašený chléb) byla vojenská akce provedená na přelomu dubna a května 1948 počátkem první izraelsko-arabské války, respektive během takzvané občanské války v Palestině, krátce před koncem britského mandátu nad Palestinou, tedy před vznikem státu Izrael, židovskými jednotkami Hagana.

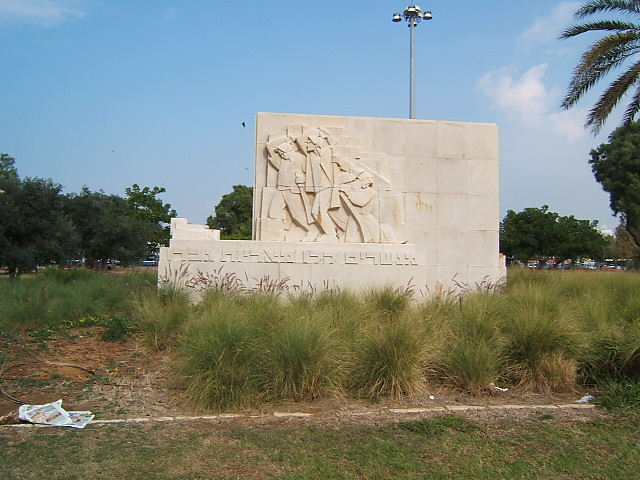
Pomník bojů z roku 1948 v Tel Avivu, Gan ha-kovšim

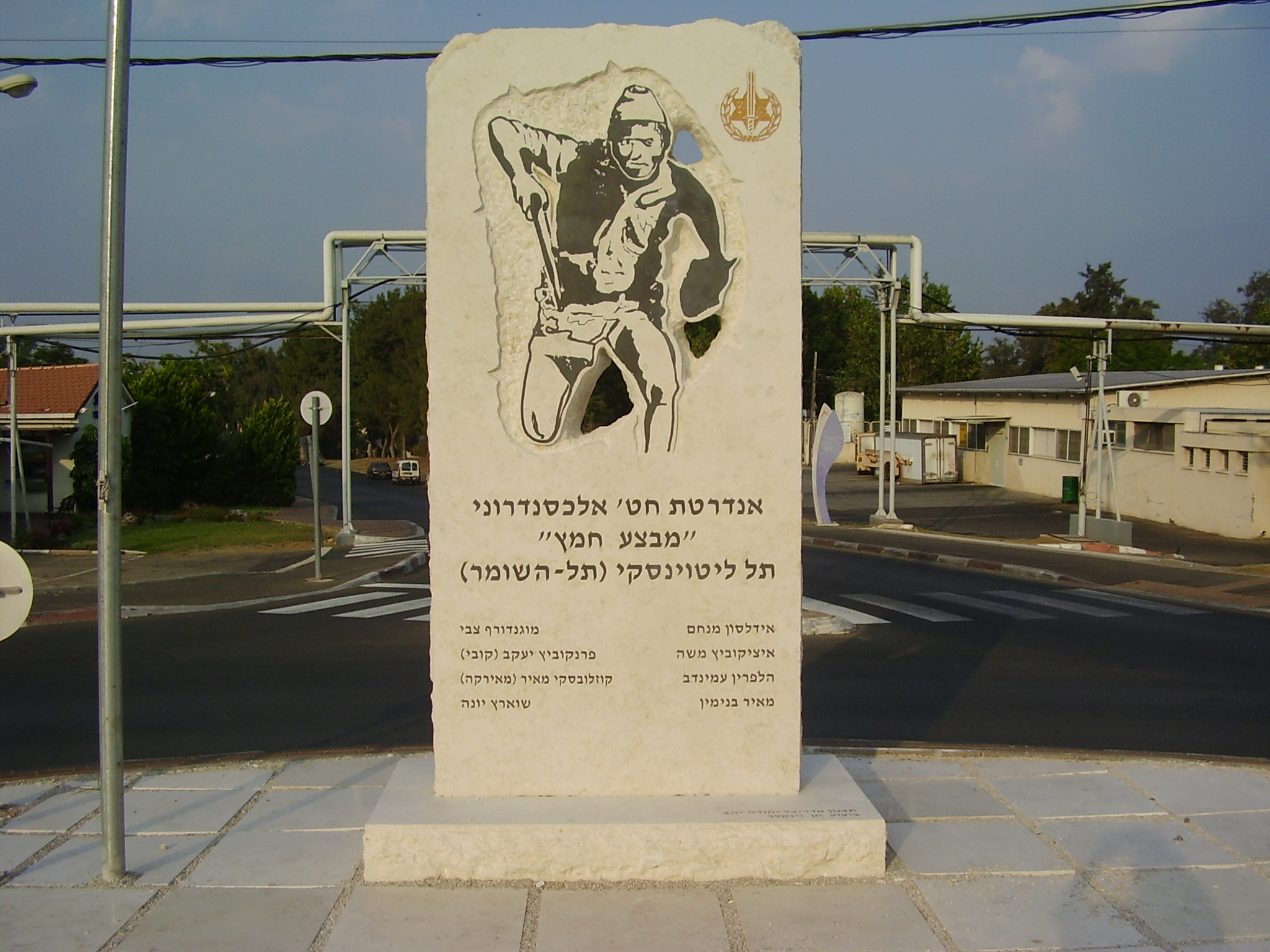
Pomník Brigády Alexandroni v Tel ha-Šomer

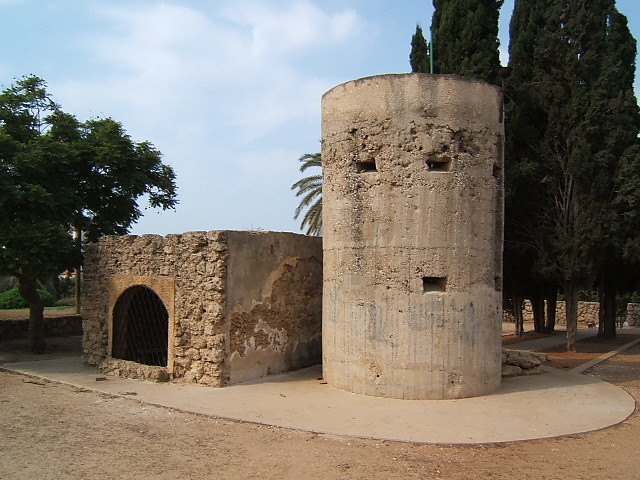
Dochovalá židovská bojová pozice v Tel Giborim ve městě Cholon

Jejím cílem bylo ovládnout Araby osídlené území v pobřežní nížině v okolí města Jaffa. Šlo o součást Plánu Dalet, kdy židovské síly obsazovaly ještě před koncem mandátu klíčové oblasti přidělené rozhodnutím OSN budoucímu židovskému státu. Ve stejné době Židé ovládli města Tiberias, Safed a Haifa.
Operaci Chamec provedla rodící se Brigáda Giv'ati, dále Brigáda Kirjati a Brigáda Alexandroni. Měly za úkol ovládnout důležité dopravní tahy, zničit místní dobrovolnické arabské síly a zároveň posilovat židovskou sídelní síť v tomto regionu. Město Jaffa nemělo být podle Plánu Dalet přímo obsazeno židovskými silami, ale předpokládala se jeho izolace z vnitrozemí. Měl tak být přerušen koridor arabských sídel táhnoucích se jižně od Tel Avivu k Jaffě podél významné železniční tratě Jaffa-Jeruzalém a úseku silnice do Jeruzaléma. Šlo o vesnice Salama, Jazur, Kafar Ana, al-Jahudija, Bajt Dajan nebo al-Safirija. Ty dosahovaly až téměř k Jaffě a z židovského Tel Avivu ponechávaly směrem na jih, do měst Cholon či Rechovot jen cca 1 kilometr úzký koridor. Operace Chamec splnila svůj cíl a zázemí Tel Avivu bylo z velké části dobyto a arabská populace vysídlena. Vlastní Jaffu ovládala ovšem nadále Arabská osvobozenecká armáda a Hagana neplánovala přímý útok na toto lidnaté arabské město. 25. dubna 1948 nicméně židovské jednotky Irgun zahájily z vlastní iniciativy útok na čtvrť Jaffy Manšija, ale kvůli prudkému arabskému protiútoku se musely stáhnout. Došlo pak k dohodě s Haganou o společném velení. Při postupu Židů do Jaffy ale zasáhly britské jednotky, pohrozily úderem proti Tel Avivu a zaujaly pozice na linii oddělující obě města. Až do poloviny května tak vlastní Jaffa odolávala. Její obyvatelstvo ovšem už mezitím masově opouštělo město, které se stalo arabskou enklávou v centru židovského státu. Na tuto vojenskou akci navázala brzy Operace Barak, která podobným způsobem vedla k ovládnutí arabských vesnic dále k jihu v pobřežní nížině.